# Baluardo di San Tommaso
Il baluardo di San Tommaso è una struttura difensiva di grandi dimensioni sulla cinta muraria di Ferrara che si trova in viale Alfonso I d'Este.

## Storia

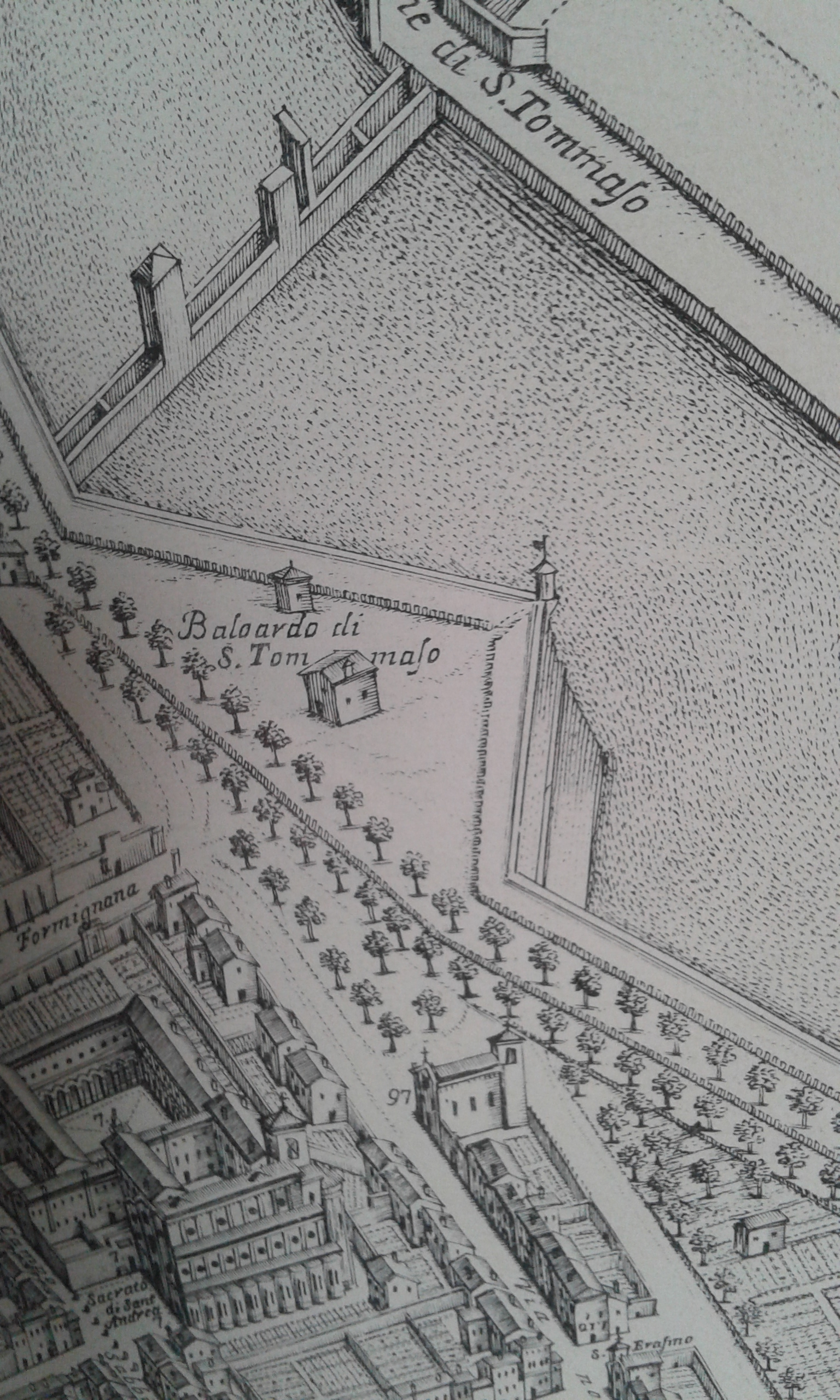
Baluardo di San Tommaso nella pianta ed alzato della città di Ferrara di Andrea Bolzoni.

L'opera difensiva venne costruita tra la fine del XV secolo e l'inizio di quello successivo come appoggio al più impostante baluardo della Montagna che si trova leggermente a sud. I suoi parapetti ospitarono quindi le artiglierie puntate in modo da controllare lo spazio circostante. Durante quel periodo tra le bocche da fuoco più utilizzate dagli Este vi fu il falcone, una bombarda certamente meno potente della colubrina doppia sforzata detta Regina ma in grado tuttavia di arrivare con proiettili metallici sferici del peso sino a sei libbre a diverse centinaia di metri.
Nel novembre del 1943, durante una tragica notte, su questo baluardo vennero fucilati Girolamo Savonuzzi e Arturo Torboli, già collaboratori dell'ufficio tecnico comunale e sorvegliati per le loro idee antifasciste. A loro ricordo è stata posta una colonna in marmo sormontata da una croce in metallo all'altezza dell'incrocio tra corso Alfonso I d'Este e via Scandiana.

## Descrizione
Il baluardo ha una pianta triangolare e non ha sovrastrutture particolari. Le piccole costruzioni sul terrapieno originariamente presenti col passare dei secoli sono scomparse. Sotto il manto erboso sul quale sono stati piantati vari alberi è presente una galleria con accesso dall'esterno e coperta con una volta a botte, tipica delle strutture fortificate nelle mura. In tempi recenti il grande spazio alberato viene utilizzato come giardino pubblico, anche se meno frequentato dello spazio vicino del Montagnone.

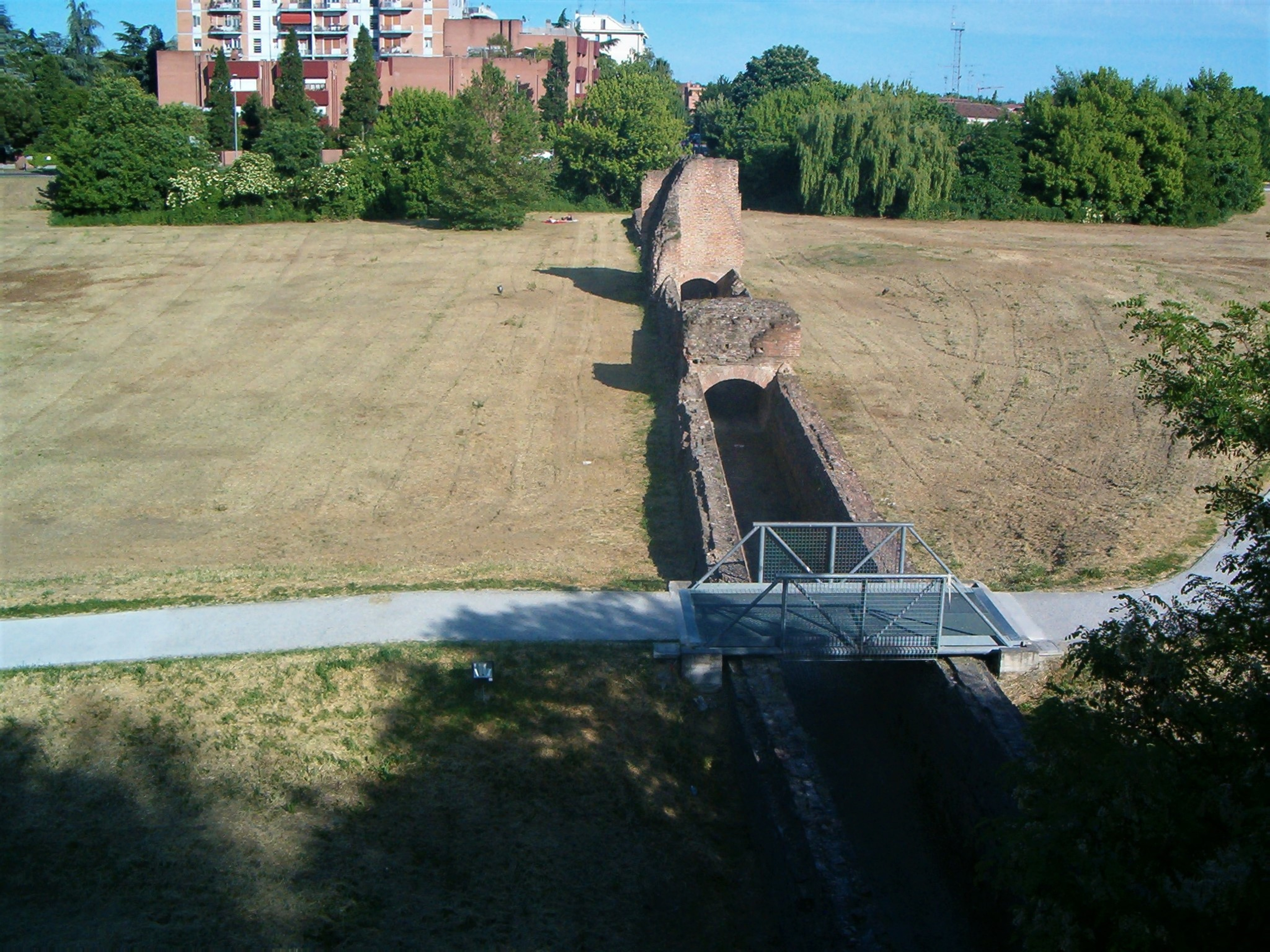
Doccile di San Tommaso

### Doccile di San Tommaso
Nel vallo esterno sotto le mura, a breve distanza e leggermente spostato verso nord, si trova il doccile di San Tommaso, di origine settecentesca, utilizzato sino alla seconda metà del XX secolo come canale di scolo delle fognature cittadine nel vicino canale Naviglio di Baura.

## Patrimonio dell'umanità
L'intero percorso della mura di Ferrara, che comprende anche il baluardo di San Tommaso, viene ricordato tra i criteri di iscrizione della città ai siti patrimonio mondiale dell'umanità con l'inserimento nel Patrimonio mondiale UNESCO rispettivamente a Berlino nel 1995 e a Marrakech nel 1999.